# Franz Anton Leitgeb

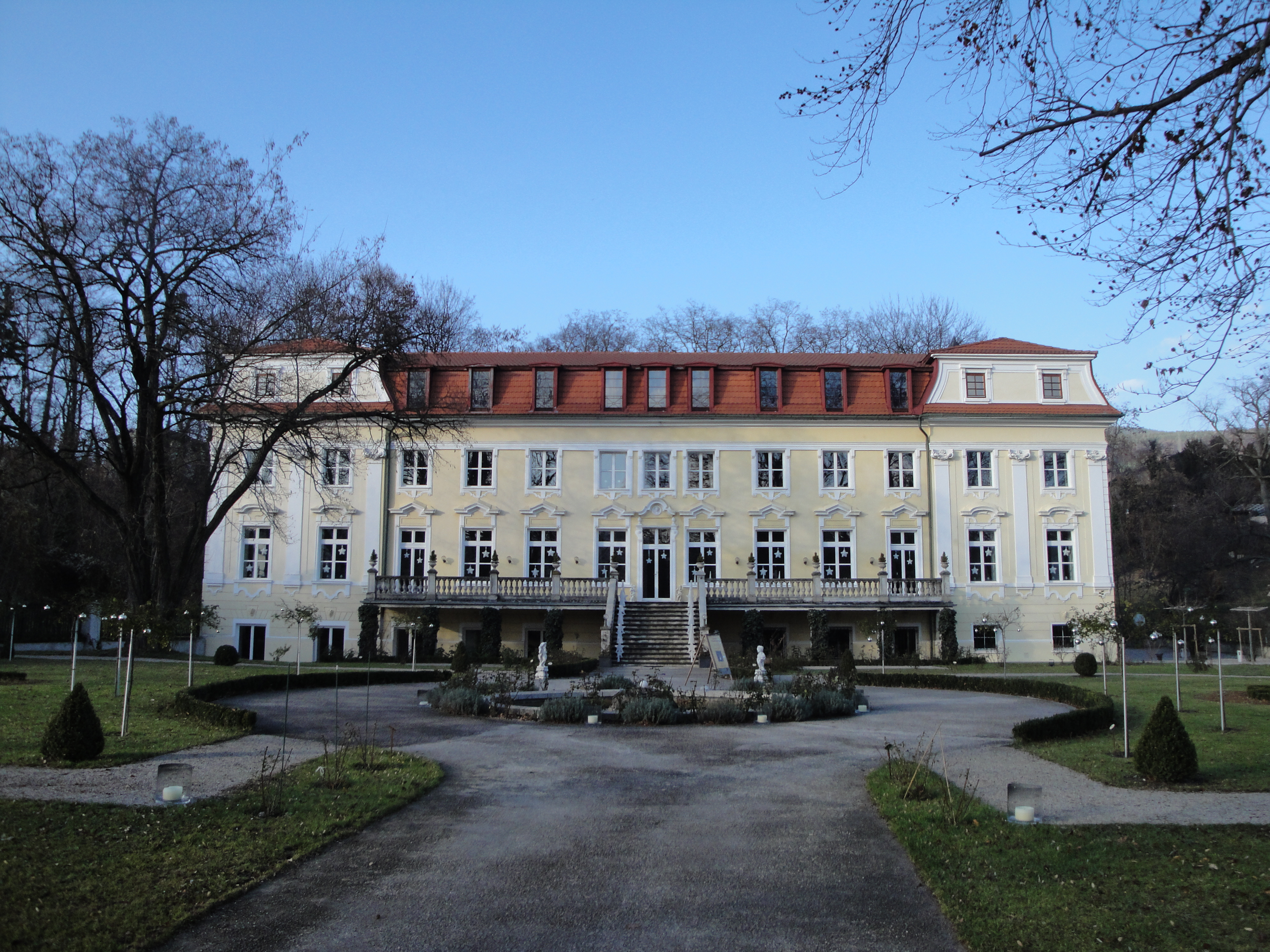
Palacio de Stuppach,
cerca de Gloggnitz, Baja Austria.

Franz Anton Leitgeb (1744-1812) fue un músico austríaco. Hijo del burgomaestre de Brandeburgo e intérprete de varios instrumentos, trabajó al servicio del conde Franz von Walsegg siendo integrante de la orquesta que este mantenía en su castillo de Stuppach y ostentando un cargo superior entre los criados de este aristócrata.
Al parecer fue el mensajero misterioso que encargó personalmente el célebre Réquiem a Wolfgang Amadeus Mozart en 1791, bajo las órdenes del antedicho conde Walsegg. 